# Bulbophyllum brevipes
Bulbophyllum brevipes är en orkidéart som beskrevs av Henry Nicholas Ridley. Bulbophyllum brevipes ingår i släktet Bulbophyllum och familjen orkidéer. Inga underarter finns listade i Catalogue of Life.